# Luigi XV - Il sole nero
Luigi XV - Il sole nero è un film per la televisione francese del 2009 diretto da Thierry Binisti. Il film fu trasmesso in Italia su History Channel nel 2013 e successivamente venne ritrasmesso su Rai Storia nel programma a.C.d.C.

## Riprese
Gran parte del film è stato girato al castello di Versailles e al Trianon. La troupe cinematografica si è trasferita lì per un mese e mezzo intorno a maggio-giugno 2009. Le scene dell'opera in costruzione si sono svolte nell'opera del castello che era in fase di restauro al momento delle riprese.